# Grupo Pellinsky
O Grupo Pellinsky é uma associação sem fins lucrativos brasileira, sediada no Cruzeiro, no Distrito Federal, que tem por objetivo realizar trabalhos culturais com crianças e adolescentes do Cruzeiro. Sua atuação já lhe conferiu matéria de capa no Jornal Correio Braziliense, um dos maiores do Distrito Federal.
O grupo foi fundado em 5 de outubro de 1986, e dele já participaram mais de 3000 jovens. Entre os diversos tipos de atividades por ele realizados, têm destaque os estilos de dança como o Boi-bumbá, ao estilo de Parintins.
Em 2011, participou do show de aniversário da região administrativa do Sudoeste Octogonal.
Em 2014 o grupo recebeu credenciamento oficial da Secretaria de Estado de Cultura do Governo do Distrito Federal.